# Mesijanski Judje
Mesijanski Judje so Judje, ki verjamejo, da je Jezus Mesija. Gibanje se je začelo v šestdesetih letih dvajsetega stoletja, uradno pa je bilo ustanovljeno leta 1973. V Združenih državah Amerike živi približno 175.000 do 250.000 mesijanskih Judov, v Izraelu pa 10.000 do 20.000.

## Prepričanja
Poleg tega, da sprejemajo Jezusa kot božanskega Mesijo v Tanakhu, mesijanski Judje verjamejo, da je Jezus edina pot v nebesa in da judovska zakonodaja iz Stare zaveze ne prispeva k odrešitvi. Poleg Tanak (v krščanstvu znane kot Stara zaveza) mesijanski Judje verjamejo tudi, da je Nova zaveza avtoritativno in kanonično sveto pismo.
Mesijanski Judje Jezusa imenujejo "Ješua".

## Judovstvo ali krščanstvo?
Evangeličani menijo, da so mesijanski Judje kristjani. Splošno sprejeta ločnica med Judi in kristjani je, da slednji sprejmejo Jezusa kot odrešenika. S tem se strinjajo tako kristjani kot nemesijanski Judje.
Po drugi strani pa mesijanski Judje sami verjamejo, da je njihovo gibanje podaljšek judovstva. V hebrejščini se imenujejo "yehudim" (Judje) in ne "notzrim" (kristjani). Vendar se država Izrael in prevladujoče judovske organizacije s tem ne strinjajo in so odločile, da zakon o vrnitvi ne velja za mesijanske Jude.